# Organic Process Research & Development
Organic Process Research & Development (abrégé en Org. Process Res. Dev.) est une revue scientifique hebdomadaire à comité de lecture qui publie des articles concernant la chimie.
D'après le Journal Citation Reports, le facteur d'impact de ce journal était de 2,528 en 2014. Actuellement, le directeur de publication est Trevor Laird.
Plus précisément cette revue publie des études de développement chimique principalement appliqués aux principes actifs pharmaceutiques, le site web Synthorga reprend et résume un certain nombre de ces travaux.